# (11807) Wannberg
(11807) Wannberg est un astéroïde de la ceinture principale.

## Description
(11807) Wannberg est un astéroïde de la ceinture principale. Il fut découvert le 1er mars 1981 à l'observatoire de Siding Spring par Schelte J. Bus. Il présente une orbite caractérisée par un demi-grand axe de 3,07 UA, une excentricité de 0,11 et une inclinaison de 8,9° par rapport à l'écliptique.